# فيديريكو هيرنان بيريرا
فيديريكو هيرنان بيريرا (بالإسبانية: Federico Hernán Pereyra) هو لاعب كرة قدم أرجنتيني في مركز الدفاع، ولد في 4 يناير 1989 في ريو كوارتو في الأرجنتين. لعب مع ذي سترونغيست.

## وصلات خارجية
- فيديريكو هيرنان بيريرا على موقع اتحاد أوكرانيا (الإنجليزية)
- فيديريكو هيرنان بيريرا على موقع قاعدة بيانات كرة القدم.إي يو (الإنجليزية)
- فيديريكو هيرنان بيريرا على موقع Soccerway.com (الإنجليزية)
- فيديريكو هيرنان بيريرا على موقع AS.com (الإسبانية)